# Komorowo (gromada w powiecie gnieźnieńskim)
Komorowo – dawna gromada, czyli najmniejsza jednostka podziału terytorialnego Polskiej Rzeczypospolitej Ludowej w latach 1954–1972.
Gromady, z gromadzkimi radami narodowymi (GRN) jako organami władzy najniższego stopnia na wsi, funkcjonowały od reformy reorganizującej administrację wiejską przeprowadzonej jesienią 1954 do momentu ich zniesienia z dniem 1 stycznia 1973, tym samym wypierając organizację gminną w latach 1954–1972.
Gromadę Komorowo z siedzibą GRN w Komorowie utworzono – jako jedną z 8759 gromad na obszarze Polski – w powiecie gnieźnieńskim w woj. poznańskim, na mocy uchwały nr 19/54 WRN w Poznaniu z dnia 5 października 1954. W skład jednostki weszły obszary dotychczasowych gromad Dziećmiarki, Komorowo i Waliszewo ze zniesionej gminy Kłecko oraz obszary dotychczasowych gromad Owieczki i Siemianowo ze zniesionej gminy Łubowo w tymże powiecie. Dla gromady ustalono 10 członków gromadzkiej rady narodowej.
1 stycznia 1962 z gromady Komorowo wyłączono: a) miejscowość Dziećmiarki, włączając ją do gromady Kłecko; b) miejscowość Siemianowo, włączając ją do gromady Lednogóra; c) miejscowość Owieczki, włączając ją do gromady Łubowo – w tymże powiecie, po czym gromadę Komorowo zniesiono, a jej (pozostały) obszar włączono do gromady Sławno tamże.